# Palpares aegrotus
Palpares aegrotus is een insect uit de familie van de mierenleeuwen (Myrmeleontidae), die tot de orde netvleugeligen (Neuroptera) behoort. 
Palpares aegrotus is voor het eerst wetenschappelijk beschreven door Gerstäcker in 1888.